# This Station Is Non-Operational
This Station Is Non-Operational è una raccolta del gruppo statunitense degli At the Drive-In, pubblicata nel 2005 dalla Fearless Records. La raccolta contiene pezzi scelti dagli ex componenti del gruppo, e benché manchino alcuni dei pezzi più noti, la maggior parte degli album ed EP del gruppo sono presenti in questa compilation, oltre a sette tracce mai pubblicate su album od EP. L'assenza di materiale della produzione prima del 1997, cioè degli EP Hell Paso e Alfaro Vive, Carajo! e dell'album di debutto Acrobatic Tenement portò loro molte critiche. La versione Special Limited Edition è composta da 2 dischi, il secondo dei quali è un DVD contenente 3 videoclip (One Armed Scissor, Invalid Litter Dept., e Metronome Arthritis), l'Operations Manual, la discografia, e alcuni extra. Il nome dell'album è tratto da un verso della canzone One Armed Scissor.

## Tracce
1. Fahrenheit - 2:27
2. Picket Fence Cartel - 2:29
3. Chanbara - 2:57
4. Lopsided - 4:41
5. Napoleon Solo - 4:44
6. Pickpocket - 2:35
7. Metronome Arthritis - 3:58
8. 198d - 4:03
9. One Armed Scissor - 3:44
10. Enfilade - 5:03
11. Non-Zero Possibility - 5:33
12. Incetardis - 3:26
13. Doorman's Placebo - 5:32
14. Autorelocator - 4:59
15. Rascuache (Latch Bros. Remix) - 3:58
16. This Night Has Opened My Eyes - 3:58
17. Initiation (live) - 3:33
18. Take Up Thy Stethoscope and Walk (Waters) - 5:03

## Tracce nuove o non presenti su album ed EP
- Incetardis - dal singolo One Armed Scissor (2000)
- Doorman's Placebo - dal singolo split 7" At The Drive-in/Aasee Lake
- Autorelocator - dall'EP split At The Drive-in/Sunshine
- Rascuache (Latch Bros. Remix) - dal singolo split 7" At The Drive-in/Murder City Devils, traccia originale tratta dall'EP Vaya
- This Night Has Opened My Eyes - cover di un pezzo dei The Smiths
- Initiation - registrazione live per la BBC (traccia originale presente nell'album Acrobatic Tenement)
- Take Up Thy Stethoscope and Walk - registrazione live per la BBC (cover di un pezzo dei Pink Floyd)

I due pezzi dal vivo furono registrati durante la stessa sessione per il programma della BBC Radio It's the Evening Session, presentato da Steve Lamacq, e furono trasmessi per la prima volta nel settembre 2000.